# Alphonse Herrgott
Pour les articles homonymes, voir Herrgott.
Louis Alphonse Herrgott, né le 22 avril 1849 à Belfort et mort à 20 septembre 1927 à Paris, est un médecin, gynécologue et obstétricien français.

## Aperçu biographique
Après de brillantes études à la faculté de médecine de Strasbourg, où il est interne, il exerce dans divers hôpitaux alsaciens. Il termine son internat à la faculté de médecine de Nancy après que son père a rejoint Nancy. Il y soutient sa thèse en 1874, distinguée par le prix Jobert de l'Académie des sciences[réf. nécessaire]. Il devient professeur à la faculté et directeur de l'école départementale des accouchements. Il fonde en 1890 l'« Œuvre de la maternité » qui promeut l'allaitement maternel. Il occupe à plusieurs reprises le poste de président de la Société médicale de Nancy, et en 1912, celui de la Société obstétricale de France.
Il est membre de l'Académie nationale de médecine. Il est le fils de François Herrgott.

## Œuvres et publications

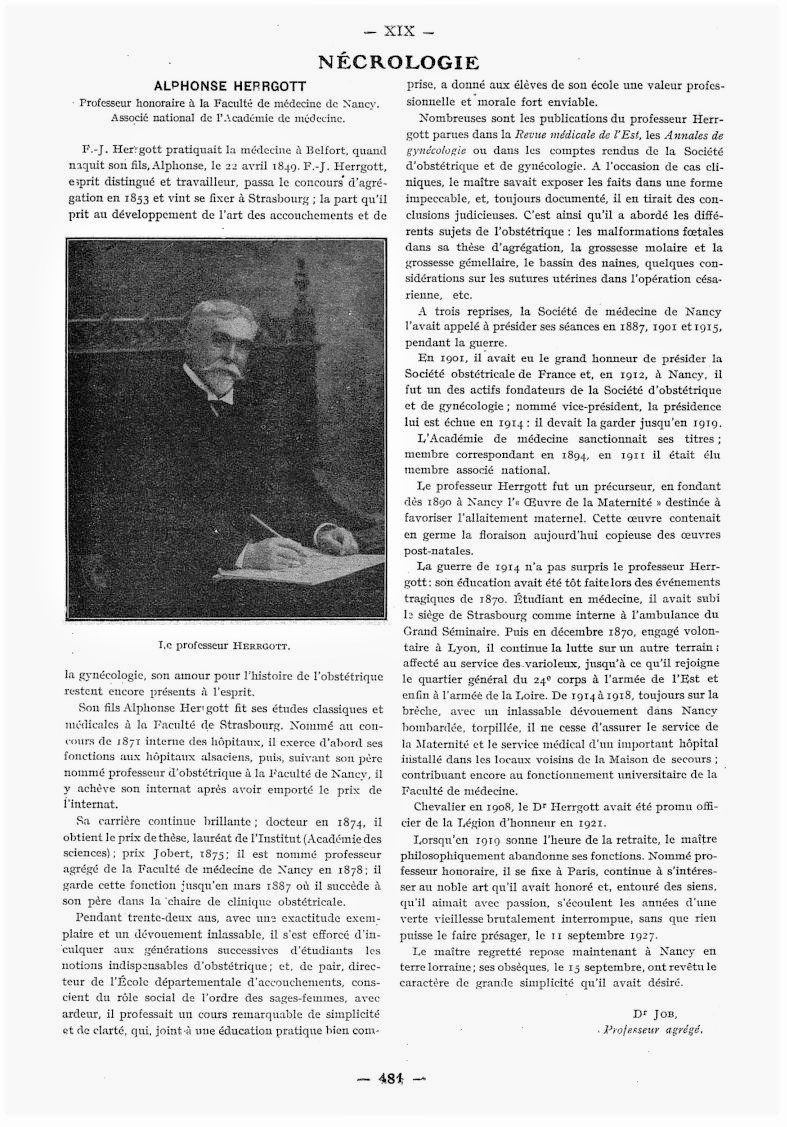
Nécrologie — Alexandre Hergott.

- « Lettre sur l'enseignement obstétrical de Vienne », Annales de Gynécologie, octobre 1876, Texte intégral.
- Des maladies fœtales qui peuvent faire obstacle à l'accouchement, [Thèse présentée au concours pour l'agrégation. Section de chirurgie et d'accouchements], Paris, Octave Doin, 1878.
- Note sur un cas d'accidents gravido-cardiaques observé à la Maternité de Nancy, Paris, impr. de A. Parent, [1880?].
- Note sur un cas de vagin et d'utérus doubles ("uterus bipartitus globularis"), [Extrait des Annales de gynécologie, 1880], Paris, H. Lauwereyns, 1880.
- Contribution à l'étude des grossesses multiples, relation d'un accouchement triple observé à la maternité de Nancy, [Extrait des Annales de gynécologie, juin 1882], Paris, H. Lauwereyns, 1882.
- Une épidémie de furoncles à la Maternité de Nancy, Paris, A. Parent, 1886.
- De l'accouchement dans les cas de fœtus thoracopages, Paris, G. Steinheil, 1887, lire en ligne sur Gallica